# Lebedòncia
Lebedòncia (llatí: Lebedontia) és el nom d'una població de la Tarraconense esmentada únicament a l'Ora marítima d'Aviè (segle iv dC), que explica que la ciutat està situada més avall de Cal·lípolis, al peu del mont Sellus, no lluny de Tàrraco, i que en el seu temps ja havia desaparegut.
Hom suposa que es podia trobar no lluny de l'Ampolla.